# Coelioxys spilaspis
Coelioxys spilaspis är en biart som beskrevs av Cockerell 1932. Coelioxys spilaspis ingår i släktet kägelbin, och familjen buksamlarbin. Inga underarter finns listade i Catalogue of Life.